# Foolish Loving Spaces
Foolish Loving Spaces è il terzo album in studio della band indie-pop inglese Blossoms. Registrato nei Parr Street Studios di Liverpool, è stato pubblicato il 31 gennaio 2020 sotto l'etichetta Virgin EMI Records e nuovamente prodotto da James Skelly e Rich Turvey. L'album include i singoli "Your Girlfriend", "The Keeper" e "If You Think This Is Real Life". A una settimana dalla pubblicazione, ha raggiunto il primo posto nell'UK Albums Chart, diventando così il secondo album della band a raggiungere la prima posizione in questa classifica.
Il frontman Tom Ogden ha iniziato a scrivere le canzoni prima ancora dell'uscita del secondo album "Cool Like You". Ha affermato di essere stato ispirato da Stop Making Sense dei Talking Heads, da The Joshua Tree degli U2 e da Screamadelica dei Primal Scream.
La versione deluxe dell'album comprende le 10 tracce in versione acustica.

## Tracce
1. If You Think This Is Real Life
2. Your Girlfriend
3. The Keeper
4. My Swimming Brain
5. Sunday Was A Friend Of Mine
6. Oh No (I Think I'm In Love)
7. Romance, Eh?
8. My Vacant Days
9. Falling For Someone
10. Like Gravity